# Nascita degli Stati nazionali
A partire dal secolo XII in Europa l'idea di un mondo unito e governato da un unico potere temporale e un unico potere spirituale si andava disgregando con la nascita della consapevolezza di diversità nazionali, rese più evidenti nell'utilizzo di differenti lingue volgari e in differenze culturali; mentre le vecchie istituzioni medievali, l'Impero e la Chiesa, vedono declinare il loro potere politico, si affermano sulla scena europea queste nuove realtà che delineano la nascita degli Stati nazionali.

## Storia
I tre Stati nazionali che maggiormente cambiarono il volto dell'Europa furono la Francia, il Regno Unito e la Spagna. Nei due Regni del Sacro Romano Impero invece la realtà feudale evolvette verso una maggiore frammentazione istituzionale e territoriale, rappresentata dai Comuni. In particolare, nell'Italia centro-settentrionale l’autonomia delle città, "frutto dapprima di una rottura istituzionale rispetto all’ordine altomedievale, (...) venne stabilmente legittimata solo con la pace di Costanza del 1183".
La Chiesa si trovò in difficoltà ad affrontare questo cambiamento: solamente dopo il papato di Bonifacio VIII finì la pretesa pontificia di sostenere la supremazia della Chiesa rispetto alle maggiori monarchie europee del tempo: si tratta di monarchie che si consolidarono grazie a una serie di guerre espansionistiche, che ridussero la frammentazione regionale di piccoli stati, alla costituzione di un esercito permanente fedele al monarca, alla creazione di un solido apparato statale burocratico e allo sviluppo di un sistema finanziario statale. Tutte queste innovazioni poggiarono su una base politica ben salda: l'alleanza fra il re e le classi sociali emergenti, cioè la piccola e media nobiltà terriera e la borghesia, unite intorno al sovrano nella lotta contro l'aristocrazia e i suoi privilegi.
Il superamento dell'organizzazione feudale fu comunque, anche qui, un processo lungo e difficile. L'introduzione delle armi da fuoco nella Guerra dei Cento Anni danneggiò gravemente la cavalleria e quindi anche il sistema dei potentati locali. I signori feudali, infatti, che fino a poco tempo prima avrebbero potuto allestire eserciti di cavalieri in grado di attaccare un re, ora erano completamente tagliati fuori dalla gestione di efficaci eserciti autonomi. Solo ai potenti regni centralizzati, che potevano contare su un solido sistema fiscale, era possibile acquistare artiglieria e cannoni.
Si andò a poco a poco creando anche una "coscienza nazionale", necessaria ad unire tutti i sudditi del regno. I sovrani cercarono perciò di costruire un'immagine positiva di sé, prestigiosa, forte e autorevole. Questo fu anche il ruolo di un'eroina come Giovanna d'Arco in Francia. Opere letterarie ed artistiche, feste e ricorrenze nazionali furono dei validi strumenti per cementare l'unità di una nazione.
Al fine di imporre e mantenere il consenso, i sovrani dovettero confrontarsi con le assemblee rappresentative (Parlamento inglese, Stati generali in Francia, Cortes in Spagna), costituite dai gruppi sociali politicamente ed economicamente emergenti: aristocrazia e ricca borghesia in costante ascesa. L'azione di queste assemblee comportò un coinvolgimento attivo di varie componenti sociali nel governo e con il tempo esse assumeranno sempre più una funzione importante nelle monarchie nazionali, spesso anche scontrandosi con il potere regio (basti pensare alla Guerra civile inglese e alla Rivoluzione francese).

## Il primo stato nazionale: la Francia

### La divisione "interna" francese
Il primo embrione di "Stato Nazionale" si può rintracciare nella Francia. Essa aveva vissuto dal 1100 al 1200 circa ciò che visse poi l'Italia nel 1300, ossia una scissione e la nascita di una moltitudine di stati e marchesati. La situazione si era ancora più complicata con la conquista da parte dei Normanni dell'odierna Normandia.
Questi ultimi avevano conquistato l'Inghilterra nel 1066 con la battaglia di Hastings e avevano introdotto un'inconsueta anomalia: erano sovrani regnanti in Inghilterra, ma vassalli in Francia e obbligati a prestare al re l'omaggio feudale. A sua volta, il re di Francia poteva avere la soddisfazione di vedere in ginocchio il re d'Inghilterra, ma poteva anche considerare che una buona fetta delle terre del suo regno erano in mani inglesi.

### L'unità nazionale

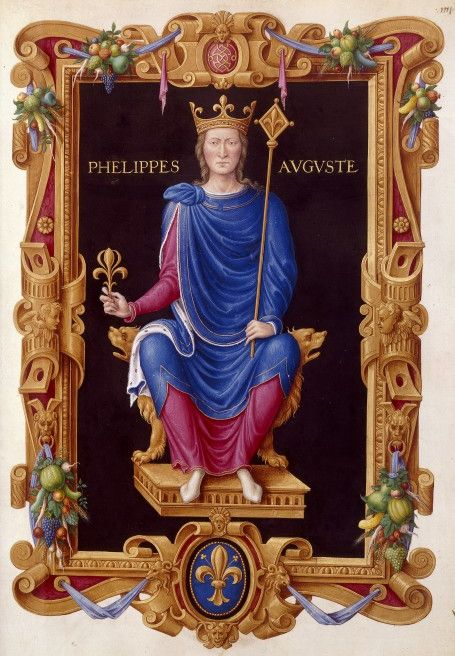
Filippo II Augusto

Con Filippo II Augusto e con la sconfitta subita dall'Inghilterra e dal re del Sacro Romano Impero Germanico il 27 Luglio del 1214 nella battaglia di Bouvines, in Fiandra la Francia riconquistava le terre perdute in Normandia e questi rapporti complicati, tipici del mondo medievale, svanirono per lasciare il posto a una mentalità più moderna. Lo stato francese si centralizzava e si univa sotto un unico sovrano e indipendentemente dall'Impero, che continuava a esistere nel cuore dell'Europa, diviso in stati e staterelli. Filippo II Augusto, per la prima volta, cominciò a farsi chiamare "re di Francia" e non "re dei Francesi". 
I successori di Filippo, Luigi VIII e soprattutto suo figlio Luigi IX, portarono la Francia a vivere un'"età dell'oro". Luigi IX non fu mai sottomesso alla volontà della Chiesa e limitò fortemente il potere dei baroni. Pose le basi per una direzione centrale dello Stato istituendo un'Assemblea dei funzionari e una Camera dei Conti. In pratica applicava alla Francia quello che Federico II di Svevia aveva fatto per il suo regno.
L'unico retaggio medievale della sua opera politica fu la testardaggine con la quale si dedicò alla riconquista dei Luoghi Santi. Egli bandì ben due crociate, la Settima e la Ottava, che si conclusero con spaventosi massacri e con la sua stessa morte, nel 1270.
Filippo e Luigi, dunque, avevano posto le basi per la fondazione di uno stato indipendente dalla Chiesa e dall'Impero. Farlo funzionare, tuttavia, era un problema complesso, soprattutto finanziario. Infatti, a quei tempi erano i feudatari che si pagavano il loro esercito e lo dovevano prestare al re in periodi bellici, e per il sovrano c'era anche il rischio che essi non glielo volessero fornire.

### La tassazione della Chiesa
Così la dinastia capetingia decise di creare un proprio esercito e per trovare i soldi, Filippo IV detto il Bello fece dei prelievi straordinari dalle categorie più ricche e dalle decime dai territori ecclesiastici in Francia. Proprio questo fu la causa di un conflitto tra la Chiesa e la Francia, perché quest'ultima, con la tassazione delle decime, intaccava un antico privilegio ecclesiastico in atto fin da Carlo Magno, che aveva esentato la Chiesa in Francia dal pagare le tasse.
Per avere il consenso di prelevare le decime, Filippo il Bello convocò gli Stati Generali, ossia i tre più importanti ceti della Francia del tempo: nobiltà, clero e borghesia. Gli Stati Generali diedero la loro approvazione.

### Lo "schiaffo di Anagni"
L'approvazione dei francesi fece sì che Filippo tentasse un'impresa molto rischiosa: entrato nella residenza estiva di Anagni del Papa Bonifacio VIII, grazie anche all'aiuto della famiglia romana dei Colonna, imprigionò il pontefice. Un signorotto, Sciarra Colonna, arrivò anche a schiaffeggiarlo dando così il nome all'impresa che passò alla storia come lo "schiaffo di Anagni". Il Papa, ormai vecchio, non tollerò l'affronto e morì pochi mesi dopo.

## Un nuovo Stato nazionale: l'Inghilterra

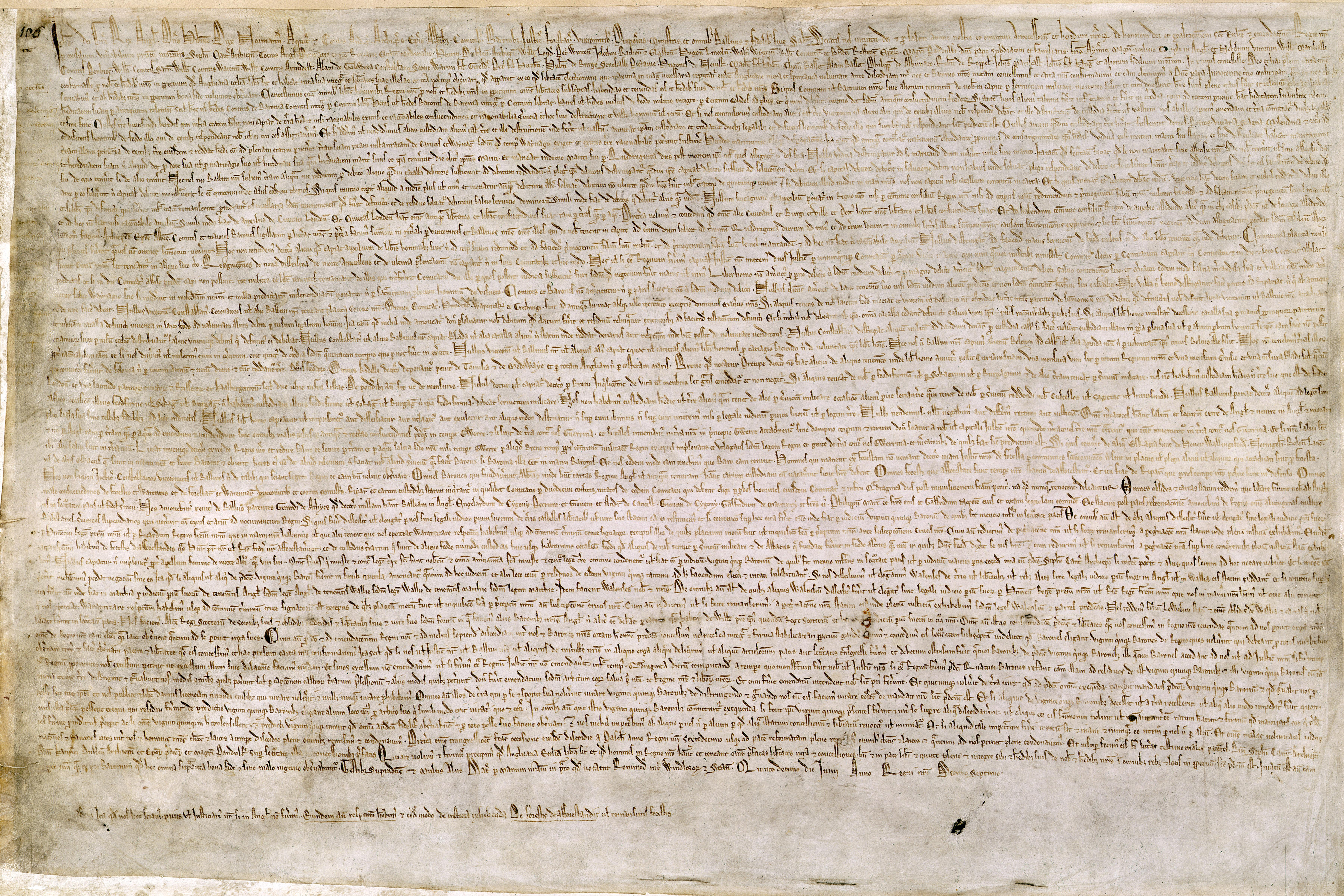
Magna Charta

Come la vittoria francese sull'Inghilterra aveva condotto alla nascita dello Stato nazionale, così la famiglia regnante inglese dei Plantageneti aveva perso di prestigio, tanto che Giovanni Senza Terra fu costretto a firmare la Magna Charta Libertatum nel 1215.
La Magna Charta conteneva una serie di concessioni del sovrano, che costituivano però privilegio esclusivo dell'aristocrazia. La risonanza che il documento ebbe nei secoli successivi, e al di fuori dell'Inghilterra, è tuttavia giustificata da un fatto inconfutabile: la Magna Charta fu la prima concessione che i cittadini inglesi ottennero dal loro sovrano, e come tale segnò l'inizio dell'inarrestabile decadenza del re come monarca assoluto.
Quindi la sua importanza va ben oltre il suo reale contenuto, costituendo un precedente fondamentale e un punto di riferimento costante per tutte le successive rivendicazioni. Il riferimento ad essa delle moderne libertà individuali inglesi si giustifica con la progressiva evoluzione verificatasi in Inghilterra, per cui le istituzioni feudali si trasformarono nelle istituzioni politiche costituzionali moderne. In sostanza Giovanni si vedeva costretto a rinunciare al tentativo perseguito nei precedenti anni di regno: quello cioè di governare con la forza, senza tenere in alcun conto il consiglio e la volontà dei suoi sudditi. Doveva piegarsi a rimettere in vigore i diritti concessi dai re normanni e a garantire le libertà individuali. Apponendo il proprio sigillo alla Magna Charta, re Giovanni prendeva atto del fatto nuovo, per cui nessun uomo, nemmeno il re, poteva porsi al di sopra delle leggi. Un'importantissima e fondamentale pietra miliare nel concetto costituzionale, valido sia per il XIII secolo che per i secoli successivi.
Nel 1779 John Adams lo espresse così:
La vittoria per la Francia fu quindi occasione di passaggio a una monarchia assoluta e a una forte centralizzazione; per l'Inghilterra, invece, fu occasione di un riconoscimento di alcune libertà, tanto da spianare la strada a un concetto di stato totalmente nuovo e a una monarchia rinnovata.

### La guerra dei cent'anni
La Guerra dei cent'anni segna il definitivo formarsi dei due più potenti Stati nazionali dell'epoca: Francia e Inghilterra.